# Sanktionsfrei
Sanktionsfrei e.V. ist ein 2015 gegründeter eingetragener Verein zur Unterstützung von Bürgergeld-Empfängern. Er bietet insbesondere Unterstützung für diejenigen, die von einer SGB-II-Sanktion betroffen sind, und setzt sich für ein Ende solcher Sanktionen ein.

## Geschichte und Selbstverständnis
Sanktionsfrei wurde 2015 in Berlin von Helena Steinhaus gegründet, die zuvor zeitweise selbst von Hartz-IV betroffen war. Unterstützt wurde der Verein zudem von Inge Hannemann und Michael Bohmeyer. Durch soziale Medien erlangte er ein hohes Maß an Sichtbarkeit.
Der Verein spricht sich für ein Ende der Hartz-IV-Sanktionen aus, die Betroffene unverhältnismäßig unter Druck setzen würden und kontraproduktiv seien, wenn es darum gehe, Menschen zurück in den Arbeitsmarkt zu vermitteln. Hartz-IV sei deshalb ein „fragwürdiges Instrument“, mit dem der Staat seiner Fürsorgepflicht nicht gerecht werde. Dass rund 400.000 Menschen im Jahr 2017 sanktioniert worden seien und somit unter dem Minimum existieren müssten, klagt der Verein als „offener Strafvollzug“ an. Sanktionsfrei knüpft an die Idee eines Bedingungslosen Grundeinkommens an.
Nach eigener Aussage sollen die Sanktionen durch massenhafte Beratung und Kollektivierung wirkungslos gemacht und die Jobcenter infolgedessen „lahmgelegt“ werden.

## Engagement

### Unterstützung für Betroffene
Sanktionsfrei hilft Empfängern von Bürgergeld, die von einer Sanktion betroffen sind, denen also die Regelsätze unter das Existenzminimum gekürzt werden sollen. Betroffene können bei einer vorliegenden Ankündigung einer Sanktion oder einer bereits ausgesprochenen Sanktion über eine Internetplattform automatisiert ein Widerspruchsschreiben generieren lassen. Im Falle einer bereits ausgesprochenen Sanktion, bei der das Widerspruchsschreiben allein nicht ausreichend ist und lediglich der Fristwahrung dient, unterstützt Sanktionsfrei zudem bei der Suche und Finanzierung weiterer Rechtsberatung.
Während der Dauer einer Sanktion gleicht der Verein im Rahmen seiner Möglichkeiten aus einem Solidartopf die Verluste finanziell aus. Das Geld dafür kommt von privaten Spendern, den sogenannten „Hartzbreakern“. Bis Mitte 2022 verteilte der Verein rund 270.000 Euro an Betroffene um.  Im Falle eines erfolgreichen Widerspruchs bzw. erfolgreicher Klage gegen die Sanktion wird der Betrag wieder zurückgezahlt und fließt erneut in den Solidartopf.
Während der COVID-19-Pandemie, als die Sanktionen ausgesetzt wurden, aber durch steigende Lebensmittelpreise und ein Wegfall von beispielsweise Schulspeisungen sich die finanzielle Situation insbesondere für Familien verschärfte, unterstützte der Verein mehr als 230 zufällig ausgewählte betroffene Familien mit einer Einmalzahlung von 100 Euro.

### Öffentlichkeitsarbeit
Die Kampagne „Hartz Facts“ konzipierte der Verein 2020 in Kooperation mit dem Paritätischen Wohlfahrtsverband. Diverse Infografiken klärten über Fakten und Stigmatisierung rund um Hartz IV auf, sie wurden in lokalen Aktionen der Öffentlichkeit präsentiert.
Bei der „HappyHartz“-Kampagne gestaltete der Verein im Jahre 2017 Plakate im öffentlichen Raum, auf denen scheinbar für Hartz IV geworben wurde. Die Plakate zeigten Personen mit positiven, aber fiktiven Aussagen über die Grundsicherung, z. B. „Alleinerziehend und studieren? Easy mit Hartz IV!“. Die Plakate lösten eine breite mediale Empörung aus. Erst im Nachhinein gingen die Macher der Plakate in die Öffentlichkeit und gaben diese als Satire zu erkennen. Ziel der Kampagne war es, auf die Lebensbedingungen von Hartz-IV-Empfängern aufmerksam zu machen: „Mehr als sechs Millionen Menschen waren 2016 auf die Unterstützung angewiesen. Und waren oft gar nicht happy“, so der Verein.

### Studie
Im Auftrag von Sanktionsfrei führte das Institut für empirische Sozial- und Wirtschaftsforschung (INES Berlin) die Studie „HartzPlus“ von Februar 2019 bis Februar 2022 durch. Die Studie untersuchte, welche Auswirkungen Sanktionen und deren Androhung auf Menschen in Hartz IV haben. Dafür wurden 250 Menschen über den gesamten Studienzeitraum gegen Sanktionen finanziell abgesichert, eine Vergleichsgruppe von 250 Menschen bekam im Fall von Sanktionen keine finanzielle Unterstützung. Von einigen Grundeinkommensbefürwortern wurde die Studie als erstes Grundeinkommens-Experiment in Deutschland wahrgenommen. Auch in der Deutschen Welle und in der Welt wurde die Studie mit der Idee eines bedingungslosen Grundeinkommens verknüpft.
Im September 2022 wurden die Ergebnisse der Studie auf der Bundespressekonferenz von Helena Steinhaus zusammen mit Marcel Fratzscher und Ulrich Schneider präsentiert. Die Studie zeige, dass die Sanktionsregelung keinen motivierenden Effekt auf die Mitwirkung habe und auch nicht dabei helfe, Menschen nachhaltig in Arbeit zu bringen. Die Sanktionen würden stattdessen demotivierend und einschüchternd wirken und in vielen Fällen die gesundheitliche Situation verschlechtern.